# An Dae-Hyun
An Dae-Hyun, född den 28 oktober 1962, är en sydkoreansk brottare som tog OS-brons i fjäderviktsbrottning i den grekisk-romerska klassen 1988 i Seoul.